# Nguyen Ngoc Bich Ngan
Nguyễn Ngọc Bích Ngân (nacida el 16 de septiembre de 1973 en Mỹ Tho, bautizada bajo el nombre: Martha, Santa Teresa del Niño Jesús, Religión: católica), es una cantante, compositora, artista y escritora vietnamita naturalizada como canadiense. Además de ser una intérprete ejecutante, Bich Ngoc Ngan también es una ensayista que ha publicado en varios periódicos nacionales vietnamitas tales como Thoi Bao Tap Chi Ca Dao, Moi Thoi de los medios de comunicación y muchos otros más. 

## Biografía
Es la sexta y última hija, su padre es -Xi-CO Nguyen Trong Nghia y su madre María Nguyễn Thị Triêm, Bich Ngoc Ngan llegó a Canadá con su familia en 1979. En 1981 ganó el Primer Premio de Oro voz organizada en Le Theatre 'meseta' de Montreal, dedicado al capítulo de los vietnamitas de la Asociación Canadiense para los jóvenes menores de 14 años de edad. En su educación infantil, Bich Ngoc Ngan estudió y se graduó en escuelas privadas de Montreal como en el College Marie de France y Pensionnat Couvent du Nom de St. Marie. Instituciones influencias por la inspiración europea y religiosa y la pasión de la cultura y la educación de estos "institutos", ya que esto ha influenciado en el alma de Bich Ngoc Ngan y en el corazón a través de sus letras, sus canciones, sus escritos y su vida personal.

## Álbumes
- Cung Thứ (The Sad Minor Key): Love and Romantic Songs. (Vietnamese)
- Đêm Băng Giá (That Frosty Night): Canticles & Christmas Songs. (French, Vietnamese)
- Những Cánh Sóng (The Wavelets of Love): Soft and Melodious Songs (English, French & Vietnamese)

## Publicaciones de novelas y cuentos
Thời Báo – with the following columns: Knowledge - Aesthetics - Music - Living – Society, Woman’s Corner; Poetry & Short Story.
Tap Chi Ca Dao – with the following columns : Do You Know?/ Knowledge – Aesthetics & Poetry - Woman's Corner.

## Canciones y composiciones
Cung Thứ, Đàn Yêu, 
Giọt Buồn Thiếu Phụ, 
Nói Cùng Gió Xuân, 
Hoa Lòng Của Bé Mục Đồng, 
Cô Đơn, Đoàn Thanh Niên, 
Mộng Tuyết, 
Đêm Băng Giá, 
Chuyện Cây Thông

## Artículos escritos por Bich Ngoc Ngan
- At ThoiBao Media:
- At Tap Chi Ca Giao:
- At Thoi Moi media:
- At a Catholic online Magazine